# Louis-Édouard Garrido
Pour les articles homonymes, voir Garrido (homonymie).
Louis-Édouard Garrido, né le 1er juillet 1893 à La Varenne-Saint-Hilaire et mort le 13 mai 1982 à Caen, est un artiste peintre français.

## Biographie
Fils du peintre d’origine espagnole Eduardo Leon Garrido (1856-1906), dont le musée de Saint-Maur-des-Fossés conserve des œuvres, Louis-Édouard Garrido est un peintre post-impressionniste qui s’est attaché à la Basse-Normandie et sera fidèle à Saint-Vaast-la-Hougue pendant un quart de siècle.
Ses huiles sur toile ou sur isorel égrènent des sujets tant champêtres que marins : scènes paysannes de la plaine de Caen, pommiers en fleur du pays d’Auge, Saint-Vaast-la-Hougue, Port-en-Bessin, etc.
Eduardo-Léon Garrido arrive à Paris en 1875, puis s’installe à La Varenne-Saint-Hilaire. En 1892 il y épouse Léonie Beck (l'une de ses modèles), qui donne naissance à leur premier enfant, Louis-Édouard, le 1er juillet 1893.
Directeur de l’école des Beaux-Arts de Caen, il a eu pour élèves les peintres Jack Mutel ou encore le Virois Louis-Henry Lemirre (1929-2000). Président des Artistes Bas-normands de 1936 à 1972, peintre mais aussi dessinateur et lithographe, son œuvre de belle facture est celle d’un continuateur de la leçon impressionniste, abondante et talentueuse, mais sans originalité stylistique par rapport à ses grands aînés, Monet, Pissarro ou Sisley.
En 1934, Louis-Édouard Garrido est nommé conservateur du musée des beaux-arts de Caen. De 1936 à 1939, il entreprend un nouvel accrochage des salles du musée et améliore l’éclairage des œuvres.
Un « espace Louis-Édouard Garrido » commémore aujourd’hui son œuvre dans le quartier caennais de Venoix. Une collection de ses œuvres et de son père est visible au musée Charles Léandre à Condé-en-Normandie.

## Œuvres
- Les Pèlerins d’Emmaüs, église Saint-Gerbold de Venoix
- Voie romaine à Vieux, 1952, musée des beaux-arts de Caen
- Le Port de Saint-Vaast-la-Hougue, collection particulière ;
- Nature morte aux groseilles ;
- Autoportrait au chapeau ;
- Vaches dans le pré ;
- Saint-Vaast, port animé ;
- Port de Marseille.

## Élèves
- Roland Lefranc[3].